# 마산제일여자고등학교
마산제일여자고등학교(馬山第一女子高等學校)는 대한민국 경상남도 창원시 마산합포구 문화동에 위치한 사립 고등학교이다.

## 학교 연혁
- 1947년 5월 10일 : 마산가정여학교 설립, 초대 이형규 교장 취임
- 1950년 4월 24일 : 마산여자상업중학교로 교명 변경
- 1952년 10월 30일 : 마산제일여자고등학교로 교명 변경
- 1973년 10월 1일 : 인문계 고등학교로 학칙 변경 인가
- 1987년 7월 1일 : 학교 역사관 개관
- 1998년 3월 20일 : 본관 개ㆍ증축 완공
- 2005년 3월 30일 : 진달래 학사 준공
- 2014년 6월 18일 : 청강다목적강당 개관
- 2017년 5월 10일 : 학교법인 문화교육원 설립 70주년 기념 학원제
- 2023년 2월 2일 : 제70회 졸업장 수여식(졸업생 179명, 누계 39,732명)
- 2023년 3월 1일 : 제10대 전영신 교장 취임
- 2023년 3월 2일 : 신입생 입학식(8학급 189명)

## 참고 자료
- 마산제일여자고등학교 - 한국교육학술정보원 학교알리미